# Hydrops (genre)
Pour les articles homonymes, voir Hydrops.
Genre
Hydrops est un genre de serpents de la famille des Dipsadidae.

## Répartition
Les espèces de ce genre se rencontrent en Amérique du Sud ainsi qu'à Trinité.

## Liste des espèces
Selon The Reptile Database (3 septembre 2013) :
- Hydrops caesurus Scrocchi, Lucia-Ferreira, Giraudo, Avila & Motte, 2005
- Hydrops martii (Wagler, 1824)
- Hydrops triangularis (Wagler, 1824)

## Publication originale
- Wagler, 1830 : Natürliches System der Amphibien, mit vorangehender Classification der Säugetiere und Vögel. Ein Beitrag zur vergleichenden Zoologie. 1.0. Cotta, München, Stuttgart and Tübingen, p. 1-354 (texte intégral).